# Jerzy Borkowski

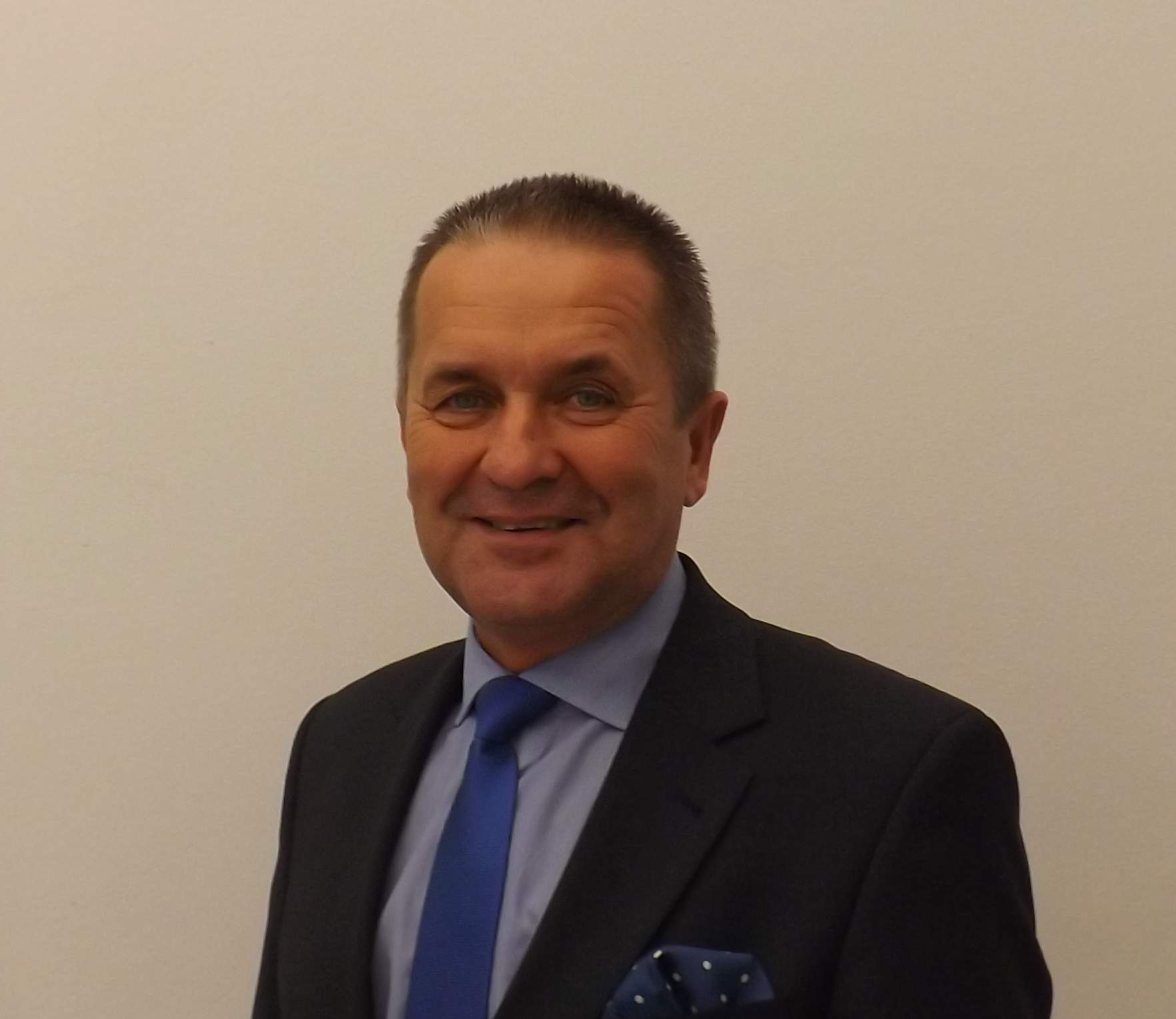
Jerzy Borkowski (2013)

Jerzy Borkowski (* 29. August 1957 in Lipnica, Woiwodschaft Karpatenvorland) ist ein polnischer Politiker der Ruch Palikota (Palikot-Bewegung).
Nach Beendigung seiner Schulausbildung arbeitete er in Będzin bei dem Unternehmen Mostostal und leistete seine Wehrpflicht bei der Polnischen Armee. Später machte er sich mit einem Bauunternehmen selbständig, welches er fünf Jahre betrieb. 1989 erhielt er eine Einladung ein Unternehmen zur Weinabfüllung in Biłgoraju zu errichten, die heutige Ambra S.A wo er auch Janusz Palikot kennenlernte. Für das Unternehmen arbeitete er fünf Jahre als Teilhaber und Handelsdirektor. Danach machte er sich mit einer eigenen Unternehmung selbständig. Zugleich war er von 1995 bis 2003 Teilhaber und Vorstandsvorsitzender der ETJ sp. z o.o., einem Industriehandelsunternehmen. Weiterhin war er von 2001 bis 2004 Geschäftsführer der Dąbrowskich Sieci Medialnych DSM sp. z o.o., welche Internet- und Fernsehnetze in Dąbrowa Górnicza anbot. Am 2. Oktober 2010 wurde Jerzy Borkowski Mitglied der Nowoczesna Polska (Modernes Polen) und mit der Gründung der Partei Ruch Palikota Mitglied derselben.
Bei den Parlamentswahlen 2011 trat er im Wahlkreis 32 Sosnowiec an und konnte mit 20.292 Stimmen und Mandat für den Sejm erlangen.